# La conexión cósmica
La conexión cósmica es un libro escrito por Carl Sagan y producido por Jerome Agel. Fue publicado en 1973. En el libro se discuten varios temas; sin embargo, se centra en la posibilidad de la existencia de inteligencias extraterrestres, así como en la probabilidad de existencia de civilizaciones más avanzadas, junto con su distribución tanto en la Vía Láctea como en el universo. 
Sagan narra las posibles opiniones de inteligencias más avanzadas sobre la vida en la Tierra y sobre la posibilidad de comunicarse con la humanidad. También discute la popularidad de los avistamientos de ovnis, intentando explicar matemáticamente la poca probabilidad de que ocurran esos sucesos. Tampoco deja de remarcar la pertenencia de la astrología al campo de la pseudociencia, lo cual es un tema frecuente en su bibliografía.
El libro cuenta con el arte gráfico de Jon Lomberg y de otros artistas, entre los que se encuentra quien en ese momento era la esposa de Sagan, Linda Salzman.
- Datos: Q7727697